# TSV Eller 04
TSV Eller 04is een Duitse voetbalclub uit Eller, een stadsdeel van Düsseldorf, Noordrijn-Westfalen. De club is ook actief in handball, turnen, vrijetijdssport en petanque.

## Geschiedenis
In 1920 fuseerden de clubs Turnerbund Germania 04, Eller Sportclub, FK Preußen 1911 en SpVgg 1912 tot TSV Eller 04. De club ging spelen op de terreinen van FK Preußen in de clubkleuren van Eller Sportclub. De club was aangesloten bij de West-Duitse voetbalbond en speelde in de Bergisch-Markse competitie. In 1926 promoveerde de club naar de hoogste klasse en werd na een middelmatig seizoen dan tweede in zijn groep achter Sportfreunde Schwarz-Weiß Barmen. De volgende jaren eindigde de club in de middenmoot. In 1932/33 werd de club derde in groep I. Deze plaats volstond niet om zich het volgende seizoen te kwalificeren voor de nieuw ingevoerde Gauliga, die nu de hoogste klasse werd.
In 1948 woonden 12.000 toeschouwers de wedstrijd tegen Homberger SpV 03 bij, waarvan de winnaar zich kwalificeerde voor de hoogste Amateurliga, Eller verloor. De volgende jaren werd de club na de profclubs Fortuna Düsseldorf en VfL Benrath de derde club van de stad. In de jaren zestig gleed de club weg naar de lagere reeksen. De club ging de volgende jaren op en neer en promoveerde in 2010 nog naar de Landesliga, waar ze tot 2013 speelden.